# Chúa Cứu Thế vác Thập tự giá (Bosch, Madrid)
Chúa Cứu Thế vác Thập tự giá là một bức tranh của Hieronymus Bosch. Thời gian thực hiện là những năm 1505–1507. Hiện đang được trưng bày tại Cung điện Hoàng gia Madrid.